# Mewa preriowa

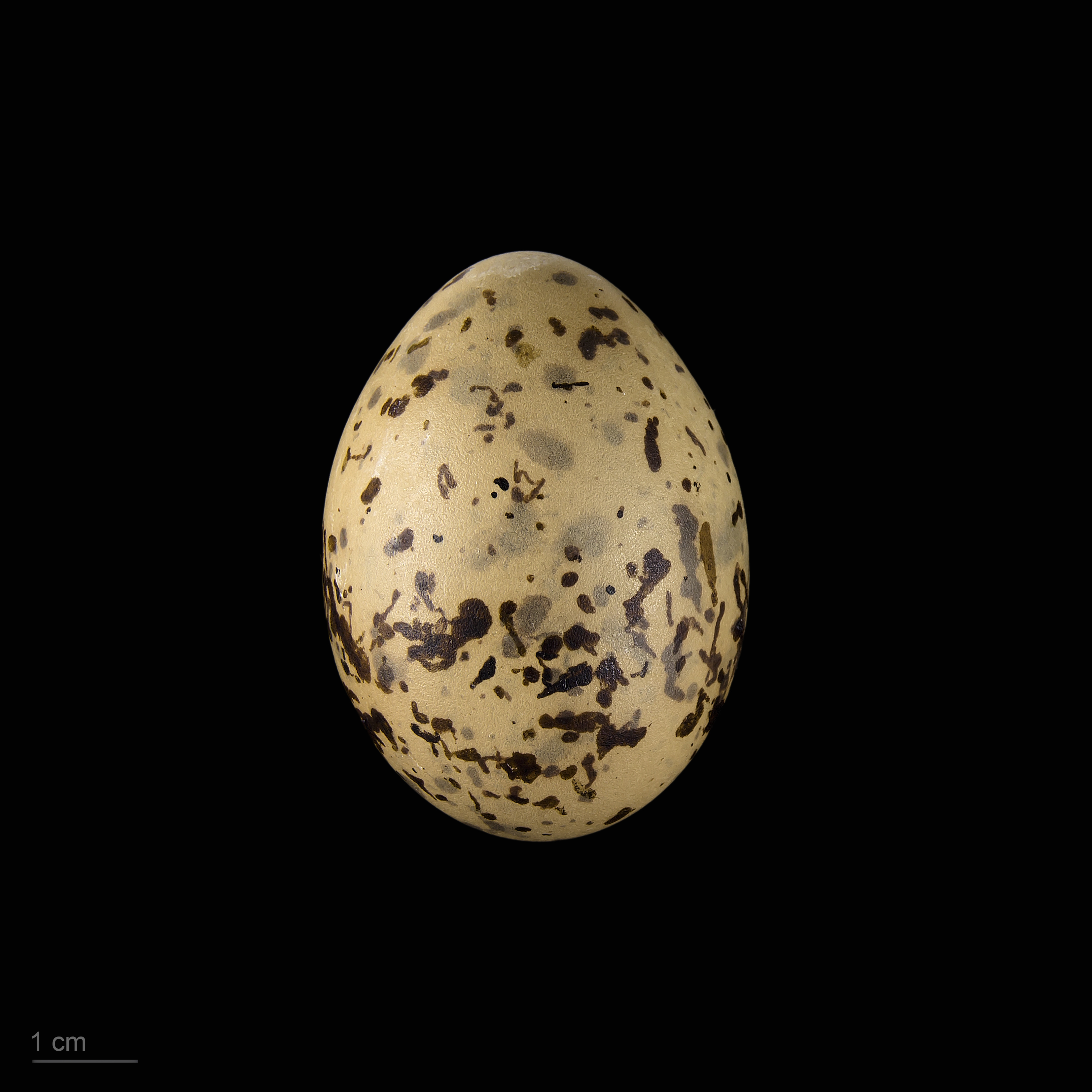
Jajo z kolekcji muzealnej

Mewa preriowa (Leucophaeus pipixcan) – gatunek średniej wielkości ptaka z rodziny mewowatych (Laridae). Zamieszkuje preriowe mokradła środkowej części Ameryki Północnej, zimuje głównie u zachodnich wybrzeży Ameryki Południowej. Bardzo rzadko zalatuje do Europy. Nie wyróżnia się podgatunków.

## Morfologia
Mniejsza od śmieszki, ma krótki, biały tułów, bardziej krągłą głowę, krótsze nogi i dość szerokie skrzydła. Szary płaszcz, ciemniejszy niż u mewy pospolitej, oddzielony jest od czarnych zewnętrznych lotek pierwszego rzędu białymi paskami. Głowa czarna; powyżej oraz poniżej oczu białe półksiężyce. Dziób szkarłatny, nogi ciemnoczerwone. W upierzeniu zimowym głowa okryta czarnym półkapturem, półksiężyce wokół oczu widoczne. U ptaków dorastających widoczny niepełny kaptur, szary płaszcz z brązowymi plamkami i szary ogon z czarnym zakończeniem. Długość ciała: ok. 33–38 cm, rozpiętość skrzydeł: ok. 85–95 cm.

## Niepewne stwierdzenie w Polsce
W 1994 w Toruniu zaobserwowano i sfotografowano ptaka, którego początkowo wzięto za mewę czarnogłową, lecz w 2008 roku Komisja Faunistyczna Sekcji Ornitologicznej Polskiego Towarzystwa Zoologicznego uznała, że było to pierwsze stwierdzenie mewy preriowej na terenie Polski i wciągnęła ten gatunek na Listę awifauny krajowej. W 2013 roku Komisja Faunistyczna usunęła jednak gatunek z listy w wyniku przeprowadzonej wówczas rewizji generalnej wielu wcześniej akceptowanych stwierdzeń, uznano bowiem, że równie dobrze osobnik ten mógł być mieszańcem mewy siwej z mewą czarnogłową.

## Status i ochrona
Międzynarodowa Unia Ochrony Przyrody (IUCN) uznaje mewę preriową za gatunek najmniejszej troski (LC – Least Concern). Liczebność światowej populacji w 2018 roku, według szacunków organizacji Wetlands International, mieściła się w przedziale 1 000 000 – 1 490 000 osobników. Trend liczebności populacji uznawany jest za wzrostowy.
Z racji usunięcia mewy preriowej z listy polskiej awifauny nie jest ona wymieniona w Rozporządzeniu Ministra Środowiska z dnia 16 grudnia 2016 r. w sprawie ochrony gatunkowej zwierząt, choć jeszcze w poprzednim rozporządzeniu z 2014 roku wymieniano ją jako gatunek objęty ochroną ścisłą.